# Ковач, Каталин
Каталин Ковач (венг. Kovács Katalin; род. 29 февраля 1976 года в Будапеште, Венгрия) — венгерская спортсменка (гребля на байдарках), трёхкратная олимпийская чемпионка, 31-кратная чемпионка мира, многократная чемпионка Европы и Венгрии. По количеству титулов чемпионки мира занимает первое место в истории гребли на байдарках и каноэ, обойдя в 2010 году по этому показателю прославленную Биргит Фишер.
В 2002 и 2003 годах признавалась лучшей спортсменкой Венгрии. В 2005, 2006 и 2010 годах экипаж двойки Ковач с Наташей Душев-Янич признавался лучшей спортивной командой Венгрии.
На 4 Олимпийских играх подряд (2000, 2004, 2008 и 2012) Каталин неизменно выигрывала золото или серебро на дистанциях 500 метров и в составе двоек, и в составе четвёрок. За всю олимпийскую карьеру единственный раз, когда Ковач осталась без награды, были заезды одиночек на Играх 2008 года в Пекине, где венгерка стала четвёртой.
Чемпионкой мира Ковач впервые стала в 1998 году в Сегеде, а последний раз — в 2011 году там же в Сегеде. Самым успешным для Каталин стал ещё один домашний чемпионат мира 2006 года в Сегеде, где она стала 6-кратной чемпионкой мира. Кроме 31 золотой медали на её счету ещё 6 серебряных и 3 бронзовые медали чемпионатов мира.

## Награды
- Почётный гражданин Будапешта (2023)[1]